# NGC 6963
NGC 6963 – gwiazda podwójna znajdująca się w gwiazdozbiorze Wodnika. Zaobserwował ją Guillaume Bigourdan 12 sierpnia 1885 roku i skatalogował jako obiekt typu „mgławicowego”.